# 운동권
운동권(運動圈)이란 과거 사회주의 운동을 비롯한 각종 사회적 운동에 적극적으로 참여한 이들을 일컫는다.

## 정의
1980년대 전후 대한민국에서 사회주의 운동을 폈던 대학생 단체의 구성원들이나 학생회 조직을 가리킨 표현이었으나, 대학 밖의 관련 단체들까지를 아울러 지시하는 말로 사용되기도 했다.
1990-2000년대 이후로, 과거 운동권의 이념과 성향에 반감을 가지는 분위기가 형성되면서 여러 대학들의 캠퍼스 전반에서, 해당 운동권이 아니라는 뜻의 '비운동권', 과거의 학생 운동에 반대하는 보수적 학생 운동을 주도하는 이들을 지칭하는 '반운동권'이라는 표현이 생겨나기도 했다.

## 같이 보기
- 비운동권
- 반운동권
- 학생 운동
- 한총련
- NL파
- 민중민주파